# Hluk
Hluk je nežádoucí zvuk.

## Podstata hluku
Hlukem je jakýkoliv nežádoucí zvuk. Hlukem může být nejen neperiodický zvuk, ale i hudba a řeč. Účinek hluku je subjektivní (obtěžující, rušící soustředění a psychickou pohodu) a objektivní (měřitelné poškození sluchu). Pro měření intenzity hluku se používá nejčastěji jednotka decibel (dB), stejně jako u jiných zvuků.

## Poškození sluchu hlukem
Příznaky poškození sluchu hlukem:
- Nedoslýchavost (převodní, percepční – nitroušní)
- Šelest ušní (tinnitus)
- Závratě
- Další (bolest, teploty, ušní výtok, svědění)

Vyšetření se opírá o nález na uchu (bubínku) a audiometrické vyšetření (tónová audiometrie, tinnitometrie, vyšetření otoakustických emisí, slovní audiometrie, evokované sluchové potenciály, impedancmetrie).
Zdroj poškození sluchu:
- okamžitý (akutní hlukové trauma)
- dlouhodobý (poškození sluchu hlukem – chronické akustické trauma).

Mechanismem poškození je hluk (akustický tlak), explose (mechanický tlak vzduchu) a/nebo vibrace (tlak pod prahem sluchu).
Cílové orgány poškození: střední ucho (explosní trauma), vnitřní ucho (akustické a explosní trauma, vibrace), centrální nervový systém (psychoakustické poškození – tinnitus).
Akutní akustické trauma:
Náhle vzniknuvší, trvalé poškození sluchu intenzivním zvukem (nad prahem bolesti – cca >130 dB; variabilní). Patofysiologií je poškození vlastním zvukem (tj. mechanické poškození vláskových bb. nitrouší hlukem) nebo explose (poškození nitrouší a středního ucha akustickým tlakem).
Chronické poškození sluchu hlukem:
poškození chronickou expozicí hluku. Zdrojem může být dlouhodobá exposice hluku nebo epizodický nárazový hluk. Čím déle hluk působí, tím méně stačí jeho intensita k poškození. Nejprve dochází k dočasnému, následně trvalému posunu sluchového prahu.
Příznaky chronického poškození sluchu hlukem: progrese v čase, symetrie, porucha porozumění, tinnitus (šelest ušní), případně závratě a bolesti (tlak) v uších. Typický bývá údaj o práci v hluku. Vzhledem k dlouhému trvání nedoslýchavosti je typická dlouhodobá tolerance sluchových ztrát.
Stanovení medicínské diagnózy poškození hlukem se opírá o ORL vyšetření (otoskopie = vyšetření ucha, bubínku – většinou nenápadný nález) a audiometrii tónovou, případně slovní a další metody (slovní audiometrie, sluchové evokované potenciály).
Typická je oboustranně symetrická vysokofrekvenční (lineárně klesající) nedoslýchavost, ztráty se zejm. pro posudkové účely hodnotí v procentech Fowlera, nebo průměru decibelových ztrát v řečových frekvencích (0,5–4 kHz).
Kriteria pro stanovení chronického poškození hlukem (American College of Occupational Medicine Noise and Hearing Conservation Committee):
- Percepční typ nedoslýchavosti
- Oboustranné (téměř) symetrické ztráty sluchu
- Není těžká ztráta sluchu (téměř nikdy)
- Není progrese po přerušení exposice hluku
- Ztráty úměrné dB a době expos. (pravidlo 3 dB/2 t)[1]
- Postižení zejm. vysokých frq. (3–6 kHz) s max. 4 kHz
- Maximální ztráty typicky po (5–10) letech hluku
- Kontinuální hluk nebezpečnější než intermitentní

Léčba chronického poškození sluchu hlukem: léky zlepšující mechanické vlastnosti krve
(reologika, plasmaexpandéry, vasodilatancia), metabolicky působící léky (vitaminy, nootropika, kognitiva), kortikoidy, hyperbaroxygenotherapie. Chirurgická léčba neexistuje, konzervativní léčba není efektivní. Zásadní je proto prevence:
- Sledování úrovně hluku, kontroly v hlučných provozech, ochranné pomůcky
- Administrativní (legislativní) opatření
- Depistáž „hlukově senzitivních jedinců“ (DPOAE)
- Redukce zdrojů hluku (vývoj nových technologií)

Hluk nad 80 dB, může způsobit ztrátu sluchu. Zákon vyžaduje použití špunty do uší. Ukázalo se však, že jsou neúčinné.

## Měření hluku

Spektrální průběh váhových filtrů. Nízké frekvence tedy mají i o desítky decibelů menší vliv na udávanou hodnotu hluku. Například pro filtr A je akustický tlak na 20 Hz brán přibližně 100000krát méně než akustický tlak na 1 kHz. Filtr D se používá v letectví, přičemž boule na křivce zohledňuje fakt, že monotónní a šumové zvuky jsou vnímány odlišně.

Zvukoměr měří přesným mikrofonem akustický tlak, převádí jej na střídavé napětí, podle potřeb měření umožňuje zařazení některého z filtrů realizujícího křivky A, B, C. Změřené napětí pak zobrazí na voltmetru v decibelech.

Spektrální průběh slyšitelnosti (dolní křivka) a hladiny bolestivosti (horní křivka). Zatímco slyšitelnost a filtrované hodnoty hluku v dBA velmi závisejí na frekvenci zvuku, tak mez bolestivosti v absolutních nefiltrovaných dB na frekvenci příliš nezávisí.

Měření slyšitelnosti zvukových frekvencí lidským uchem provedli Fletcher a Munson roku 1933 a roku 1936 na základě prahu slyšitelnosti vznikla americká norma Z24.3-1936. Vznikla tak i jednotka hlasitosti fón (značka Ph), která je frekvenčně závislá. Na frekvenci 1000 kHz odpovídá stupnici v dB. Práh bolestivosti při dlouhodobé expozici je přibližně 100 Ph odpovídající 100 dB bez filtru. Okamžité bolestivosti odpovídá přibližně 120 dB. Na 20 Hz je rozdíl mezi slyšitelností a bolestivostí přibližně o 50 dB menší než na 1 kHz, přičemž filtr je založen na slyšitelnosti a nikoli na bolestivosti. Na nižších frekvencích se mez slyšitelnosti blíží prahu bolestivosti.

## Hluk v hudbě
V hudbě je jako hluk označován zvuk s neurčitou výškou jehož kmitání je nepravidelné a nemá jednoznačnou frekvenci. U některých hluků je někdy možné určit, zda zní hluboko, vysoko či mění výšku, ale na rozdíl od tónů frekvenci kmitání nelze určit. Zvuky s neurčitou výškou bývají označovány také jako nehudební zvuky, ačkoli se v hudbě běžně používají. Mnoho bicích hudebních nástrojů vydává právě zvuky s neurčitou výškou. Příklady zvuků s neurčitou výškou: praskání, syčení, šum, hřmění, dunění.

## Hluk střídavého napětí – brum
Elektrické stroje a spotřebiče používající střídavé napětí mohou vydávat charakteristický hluk na frekvencích střídavého napětí které používají. Tento hluk má ve spektru složky s násobky 50 nebo 60 Hz, v závislosti na místní frekvenci napětí. Pro evropské střídavé napětí ukazuje spektrální analýza maximum na 50 Hz, pro americké na 60 Hz. Vyšší harmonické složky leží na násobcích základní frekvence. Hluk střídavého napětí se označuje jako brum. Brum bývá někdy dobře slyšitelný přímo, např. brum transformátorů, častěji se brum z rozvodů síťového napětí indukuje jako rušivý signál do elektronických přístrojů pro zpracování a reprodukci zvuku.
- audio ukázka hluku střídavého napětí 50 Hz
- audio ukázka hluku střídavého napětí 60 Hz